# Erdmann Hummel (Journalist)
Erdmann Hummel (geb. 1963 in Berlin-Pankow als Erdmann Moeck) ist ein deutscher Journalist und TV-Reporter. 

## Wirken
Als freier Dokumentarfilmer in Ost-Berlin realisierte Erdmann Moeck zahlreiche Filme, die vor allem die inoffizielle Kulturszene der DDR behandelten. 1983 ging er mit der zeitweise verbotenen Bluesrockband „Freygang“ auf Tour (16-mm-Film). 1986 entstanden die Dokumentarfilme über die Transperson „Charlotte von Mahlsdorf“ sowie über die Rammstein-Vorgänger-Band „feeling B“. Nebenher betrieb Erdmann Moeck eine illegale Kunstgalerie in der Knaackstraße 82, Berlin-Prenzlauer-Berg.
Im Januar 1988 wurde Erdmann Moeck nach kurzzeitiger Haft in Berlin-Rummelsburg aus der DDR-Staatsbürgerschaft entlassen und siedelte nach Berlin-West um.
Nach der Heirat mit Elke Hummel nahm Erdmann Moeck ihren Nachnamen an und heißt seither Erdmann Hummel.
Seine journalistische Laufbahn begann Erdmann Hummel 1989 bei der Nachrichtenredaktion Sat.1-Blick, die durch Verkauf später in den Nachrichtensender N24 und durch weiteren Verkauf in Welt-TV überging.
Als TV-Reporter der Politikredaktion Welt-TV und Mitglied der Bundespressekonferenz berichtete Hummel seit 2010 über die politischen Entwicklungen in Deutschland und der Welt. Als Autor zahlreicher Reportagen für Pro7Sat.1, N24 und Welt-Fernsehen reiste Erdmann Hummel durch Asien, Afrika und Australien.
Als Reporter der Parlamentsredaktion berichtet Hummel regelmäßig über Bundes- und Landtagswahlen sowie über Bundesparteitage der FDP und CDU.